# Aéroport d'Aba
l'Aéroport d'Aba (ICAO : FZJF) est un aéroport desservant de la localité d'Aba (Haut-Uele), du territoire de Faradje, dans la province du Haut-Uele en république démocratique du Congo.
La piste est située à 2 kilomètres (1,2 mi) à l'est de la localité.

## Situation en RDC
| Bandundu Basango Mboliasa Bunia Gbadolite Gemena Goma Ilebo Kalemie Kananga Kikwit Kindu Kinshasa-Ndjili Kinshasa-N'Dolo Kisangani Kolwezi Lodja Lubumbashi Matari Matadi Mbandaka Mbuji Mayi Nioki Tshikapa Tshumbe |

## Liens Externes
- OpenStreetMap - Aba Airport
- OurAirports - Aba Airport
- FallingRain - Aba Airport